# Армійська група фон Лютвіца
Армійська група фон Лютвіца (нім. Armee-Abteilung Lüttwitz) — армійська група, оперативне угруповання Вермахту на Західному фронті за часів Другої світової війни.

## Райони бойових дій
- Німеччина (6 — 16 квітня 1945)

## Командування

### Командувачі
- генерал танкових військ Генріх фон Лютвіц (нім. Heinrich von Lüttwitz) (6 — 16 квітня 1945)

## Бойовий склад армійської групи фон Лютвіца
Формування управління, забезпечення та підтримки
- 447-е артилерійське командування (Arko 447),
- 447-й корпусний батальйон зв'язку (Korps-Nachrichten-Abteilung 447);
- 447-е управління корпусного постачання (Korps-Nachschubtruppen 447);
- 447-й батальйон «Ост» (Ost Bataillon 447).

- 63-й армійський корпус (LXIII. Armee-Korps);
- 53-й армійський корпус (LIII. Armee-Korps).